# 藤井寛行
藤井 寛行（ふじい ひろゆき、1954年9月25日 - ）は、日本の地方公務員。東京都都市整備局長や、東京都技監、東京都職員信用組合理事長等を歴任した。

## 人物・経歴
早稲田大学理工学部土木工学科卒業後、1979年東京都入庁。東京都都市整備局都市基盤部交通企画課長等を経て、2006年東京都都市整備局参事（首都高速道路派遣）。2008年東京都東京オリンピック・パラリンピック招致本部施設計画担当部長。2009年東京都建設局道路建設部長兼情報基盤整備担当部長。2010年東京都都市整備局都市基盤部長、東京臨海高速鉄道監査役。
2011年東京都都市整備局理事（航空政策・交通基盤整備担当)。2013年東京都都市整備局理事（航空政策・交通基盤整備・地下鉄改革担当）。同年東京都技監兼都市整備局長、東京臨海高速鉄道取締役、多摩都市モノレール取締役、東京都都市計画審議会幹事、首都圏新都市鉄道非常勤顧問。2014年首都圏新都市鉄道取締役。
2014年東京都職員信用組合理事長。2015年首都高速道路取締役常務執行役員（計画・環境部門、大規模更新、五輪推進担当）。2016年首都高速道路代表取締役専務執行役員（オリンピック・パラリンピック対応総括、計画・環境部、大規模更新担当）。2019年東京都道路整備保全公社理事長。